# Meccanismo di Grotthuss

Meccanismo di trasposizione cooperativa del protone. Lo ione H^{+} viene trasferito da una molecola di acqua a un'altra tramite rottura/formazione di nuovi legami covalenti H-O.

Il meccanismo di Grotthuss è un modello cinetico che spiega e rende conto della particolare mobilità dello ione idrogeno in soluzione acquosa. Il meccanismo consiste in una serie di trasposizioni cooperative dello ione H+: il protone forma il catione ossonio H3O+ e, tendendo a stabilire legami idrogeno O-H ··· O con un atomo di ossigeno di un'altra molecola di acqua, subisce un "passaggio" da una molecola di acqua ad un'altra risultando in tal modo in netto movimento generato dal continuo rompersi e formarsi di legami covalenti H-O+H2. Come è possibile notare, tale meccanismo è totalmente diverso dal classico spostamento ionico dovuto al gradiente di concentrazione e ad agitazione termica (moto browniano). A questa particolarità è imputabile l'elevata mobilità dello ione H+ idratato, a paragone con cationi abbastanza mobili quali gli ioni ammonio, sodio e potassio, con il suo valore di 3.62x10-3 cm2/V·s risulta oltre tre volte più mobile. Va osservato che il protone libero - essendo costituito da un nucleo di idrogeno - non può in alcun modo essere raffrontato con i cationi di metalli alcalini che sono dotati di una grande nuvola elettronica del core atomico e ciò è un'ulteriore dimostrazione dell'esistenza della specie covalente H3O+.
La scoperta di tale meccanismo è dovuta a Theodor Grotthuss che nel 1806, studiando l'elettrolisi dei liquidi, trasse spunto dall'elettrolisi di soluzioni acquose per elaborare il suo modello cinetico.. Anche se in realtà la sua teoria conteneva alcune inesattezze, come la formula empirica OH assegnata all'acqua, studi successivi dimostrarono la concordanza con i dati sperimentali da parte del meccanismo di Grotthuss.
A tal proposito degno di nota è il contributo dato da Manfred Eigen e dal suo gruppo di lavoro di Gottinga negli anni sessanta. In particolare Eigen provò che il tempo di dimezzamento che intercorre tra la trasposizione di un protone da una molecola di acqua a un'altra varia tra 1-4 ps e che tali trasferimenti veloci sono anche possibili tra altri atomi elettronegativi (ad esempio ossigeno, azoto, cloro, ecc.). In realtà Eigen provò anche che la struttura del catione ossonio H3O+ altro non è che una semplificazione della più complessa struttura del catione H9O4+ formata da tre molecole di acqua legate tramite legame a idrogeno allo ione H3O+, e per trattazioni cinetiche e termodinamiche più rigorose occorre fare riferimento a tale struttura più complessa.
Nel 2022, il legame del protone con una catena di tre molecole di acqua è stato dimostrato mediante l'assorbimento ai raggi X, che misura l'effetto della carica protonica sugli elettroni interni dei singoli atomi di ossigeno.